# Melitaea persea
Melitaea persea är en fjärilsart som beskrevs av Vincenz Kollar 1850. Melitaea persea ingår i släktet Melitaea och familjen praktfjärilar. Inga underarter finns listade i Catalogue of Life.